# Emilie-Claire Barlow
Pour les articles homonymes, voir Barlow.
Emilie-Claire Barlow est une chanteuse de jazz et doubleuse canadienne née le 6 juin 1976. Elle a commencé sa carrière à l'âge de sept ans en faisant du doublage pour la télévision et des jingles pour la radio. Elle a notamment doublé des personnages de 6teen, Sailor Moon, Rescue Heroes, Dragon Warrior, Martin Mystery et Total Drama Island. En 1998, elle sort son premier album de jazz Sings. Son successeur, Tribute, paru en 2001, est nommé aux récompenses musicales canadiennes, les Juno Awards, en 2002, dans la catégorie Meilleur album de jazz vocal. Elle est l'une des quatre participantes au premier concours Jazz à Juan Révélations, lors de l'édition 2007 du célèbre festival de jazz d'Antibes-Juan-les-Pins. Elle a été récompensée Meilleure Vocaliste Féminine de l'Année aux National Jazz Awards de 2008 et a été nommée cette même année aux Juno Awards dans la catégorie Album de jazz vocal de l'année pour son album de 2007 The Very Thought of You.

## Liens utiles
- Site officiel